# J. Silvestre
João Silvestre (Salto, 14 de dezembro de 1922 — Fort Lauderdale, 7 de janeiro de 2000), mais conhecido como J. Silvestre, foi um ator, escritor e apresentador da TV brasileira.

## Vida e carreira
Filho dos imigrantes italianos Alessandro Silvestri e Orsola Bonet, J. Silvestre nasceu no interior de São Paulo. Iniciou no rádio em 1941, mais especificamente na Rádio Bandeirantes de São Paulo. Desempenhou todas as funções no rádio: ator, sonoplasta, contrarregra, ensaiador e autor.
Em 1945, transferiu-se para a Rádio Tupi, no Rio de Janeiro. Volta para São Paulo em 1946 e vai para a Rádio Cultura. Na rádio paulistana se torna apresentador de programa de calouros.
Retornou à Rádio Tupi, em 1950. Participou da inauguração da TV Tupi Rio de Janeiro, em janeiro de 1951, num programa estrelado pelo padre cantor mexicano Frei José Mojica.
Em 1952, escreve e atua na telenovela Os Quatro Filhos, e apresenta o programa Essa é Sua Vida.
Em 1955, estreou na Tupi a versão carioca programa O Céu É o Limite. Ao mesmo tempo, era apresentado um programa homônimo na TV Tupi São Paulo, sob o comando de Aurélio Campos.
O Céu É o Limite foi o precursor dos programas de perguntas e respostas da TV brasileira, sendo um enorme sucesso, tanto que nos anos 70, o programa atingiu 84 pontos de audiência, uma das maiores audiências da TV brasileira. Os programas apresentados por J. Silvestre estabeleceram recordes históricos de audiência. Era o início da época do bordão "absolutamente certo!".

J. Silvestre na televisão.

Com a inauguração da Embratel, lançou o primeiro programa em rede no Brasil, Domingo Alegre da Bondade, gerado pela TV Tupi no Rio. E depois apresentou O Carnê da Girafa.
De 1972 a 1976, ausente da televisão, aproveitou para escrever o livro Como Vencer na Televisão, e foi ainda presidente da Radiobrás, nomeado pelo presidente da república, João Figueiredo.
No SBT, também apresentou o Show sem Limite, A Mulher é um Show e O Carnê da Girafa. Rescindiu seu contrato com o SBT em 1983, acusando Silvio Santos de ter registrado para o canal o título de seu longevo programa Show sem Limite.
Transferiu-se para a Rede Bandeirantes, onde apresentou o Programa J. Silvestre, o primeiro no estilo talk show na TV brasileira, e o Essas mulheres maravilhosas. Na Rede Globo fez participação especial, homenageando Xuxa e Renato Aragão, no seu quadro Essa é a sua vida.
Em 1997, retornou à TV após dez anos afastado, apresentando o Domingo Milionário, pela Rede Manchete. Mas este ficou pouco tempo no ar, e J. Silvestre não voltaria mais para a TV, falecendo em 2000.
A morte foi consequência de uma doença degenerativa nos pulmões. Silvestre estava internado havia cerca de três meses no hospital Holy Cross para o tratamento da doença. Nos últimos dias, ele já não podia movimentar-se e respirava com a ajuda de aparelhos.

## ligações externas
- J. Silvestre. no IMDb.